# ساچین بومیک
ساچین بومیک (انگلیسی: Sachin Bhowmick; ۱۷ ژوئیهٔ ۱۹۳۰ – ۱۲ آوریل ۲۰۱۱) فیلم‌نامه‌نویس و کارگردان اهل هند بود.
وی همچنین برندهٔ جوایزی همچون جایزه فیلم‌فیر بهترین داستان برای فیلم برهماچاری شده است.

## فیلم‌شناسی
کارگردان
- Raja Rani (۱۹۷۳)

نویسنده
- لاجوانتی (۱۹۵۸)
- آنورادها (۱۹۶۰)
- سایه (۱۹۶۱)
- من با شما ملاقات می‌کنم (۱۹۶۴)
- Ziddi (1964)
- Jaanwar (1965)
- عشق در توکیو (۱۹۶۶)
- روزهای آخر (۱۹۶۶)
- شبی در پاریس (۱۹۶۷)
- برهماچاری (۱۹۶۸)
- رقص در موسم باران (۱۹۶۹)
- عبادت (۱۹۶۹)
- Ek Shrimaan Ek Shrimati (1969)
- بیا هم را ببینیم عشقم (۱۹۷۰)
- Pehchaan (1970)
- کاروان (۱۹۷۱)
- فریبکار (۱۹۷۲)
- دوست (۱۹۷۴)
- برای سرگرمی (۱۹۷۵)
- Warrant (1975)
- Zindagi (1976)
- ما کمتر از دیگران نیستیم (۱۹۷۷)
- آزاد (۱۹۷۸)
- تریشنا (۱۹۷۸)
- آشوب (۱۹۷۹)
- قرض (۱۹۸۰)
- دامان (۱۹۸۰)
- بی‌نظیر (۱۹۸۲)
- زمان نمایش (۱۹۸۱)
- بی‌نظیر (۱۹۸۲)
- بی‌خدا (۱۹۸۳)
- خوب و بد (۱۹۸۳)
- Kissi Se Na Kehna (1983)
- داخل و خارج (۱۹۸۴)
- منزل منزل (۱۹۸۴)
- ارباب (۱۹۸۵)
- Jhoothi (1985)
- متفاوت (۱۹۸۵)
- زبردست (۱۹۸۵)
- کارما (۱۹۸۶)
- پیروزی (۱۹۸۸)
- قانون از ماست (۱۹۸۹)
- بازی با آتش (۱۹۸۹)
- سوداگر (۱۹۹۱)
- Pratigyabadh (1991)
- Bewafa Sanam (1993)
- Khal-Naaikaa (1993)
- آس بر آس (۱۹۹۴)
- من بازیکن، تو بی‌تجربه (۱۹۹۴)
- امانت (۱۹۹۴)
- این نور جادویی قلب (۱۹۹۴)
- کاران آرجون (۱۹۹۵)
- ترک (۱۹۹۶)
- Dastak (1996; script doctoring)
- کویلا (۱۹۹۷)
- سرباز (۱۹۹۸)
- ناگهان (۱۹۹۸)
- دشمن (۱۹۹۸)
- خاله شماره یک (۱۹۹۸)
- بیا برگردیم (۱۹۹۹)
- ریتم (۱۹۹۹)
- کار و بار: تجارت عشق (۲۰۰۰)
- یکی پیدا شد (۲۰۰۳)
- کریش (۲۰۰۶)